# Corticea
Corticea là một chi bướm ngày thuộc họ Bướm nâu.